# Une constellation de phénomènes vitaux
Une constellation de phénomènes vitaux est un roman de l'écrivain californien Anthony Marra publié à New York en 2013.
Le récit se déroule dans le village d'Eldár et la ville imaginaire de Volchansk en Tchétchénie, principalement en 2004, après la seconde guerre de Tchétchénie.

## Principaux personnages
- Akhmed est le médecin du village d'Eldár,
- Dokka est un ancien ingénieur forestier, mutilé au cours de son arrestation pendant la première guerre de Tchétchénie.
- Havaa, fille de Dokka, 8 ans en 2004.
- Khassan, voisin d'Akhmed, est un ancien soldat héros de l'armée rouge lors de la Seconde Guerre mondiale, il écrit l'histoire de la Tchétchénie.
- Ramzan, est le fils de Khassan. Accusé de délation pour le compte des russes, son père ne lui parle plus.
- Sofia Andeyevna Rabina appelée Sonja, est le chirurgien en chef de l'hôpital de Volchansk.
- Natasha, sœur de Sonja
- Ula, épouse d'Akhmed, alitée depuis plusieurs mois.

## Résumé
Un matin d'hiver 2004, Dokka est arrêté chez lui par des militaires russes et emmené dans un camion vers une exécution quasi-certaine. Sa fille, Havaa, parvient à s'échapper. Akhmed recueille la fillette et l'emmène à l'hôpital de Volchansk. Sonja accepte de recueillir Havaa, à la condition que Akhmed travaille à l'hôpital.

## Prix et distinctions
- Grand Prix des lectrices de ELLE, 2015.